# Torpedo Moskau
Ne doit pas être confondu avec FK Torpedo Moscou.
Torpedo Moskau est un groupe de punk rock allemand, originaire de Hambourg.

## Histoire
Le trio comprend Martin Witte (chanson, guitare), Arne Wagner (chant, basse) et Stephan Mahler (chant, batterie). Contrairement aux autres groupes punk de Hambourg de cette époque, ils ne jouaient pas du punk allemand, mais plutôt un son sombre et psychédélique influencé par des groupes américains comme les Wipers. Ils sont donc considérés comme un représentant du Depro-punk et sont donc des pionniers pour d’autres groupes allemands tels que Angeschissen ou Blumen am Arsch der Hölle.
Les membres de Torpedo Moscou ont également participé aux groupes Slime, Napalm, Screamer, The Moor, Beer Players, C3I, Noise Annoys, Arm, Square the Circle, Witte XP…
Le groupe de Flensbourg, Turbostaat, dans son album Schwan, sorti en 2003, reprend le titre Trauertränen de l’album Malenkaja Rabota.

## Discographie
- 1984 : Malenkaja Rabota (LP, Weird System 009)
- 1984 : Halts Maul et Was wollt ihr sur la compilation Keine Experimente II (Weird System 010)
- 1986 : Keine Zeit, Explosion, F.H. sur U-Boats attack America (Weird System 020, paru uniquement en Amérique)
- 1987 : Alles geht weiter dans Life is a Joke Vol. 2 / sur la version double LP en plus Explosion (Weird System 022)
- 1986 : Deux chansons sur Welthits aus Hamburg, cassette de Dioxin Tapes (avec Votzer de SS Ultrabrutal au chant)
- 1991 : Deux chansons sur  Slam Brigade Haifischbar (Weird System)

## Source de la traduction
- (de) Cet article est partiellement ou en totalité issu de l’article de Wikipédia en allemand intitulé « Torpedo Moskau (Band) » (voir la liste des auteurs).